# Poiana (Șoldănești)
Poiana è un comune della Moldavia situato nel distretto di Șoldănești di 996 abitanti al censimento del 2004.